# St. Stephen's Green

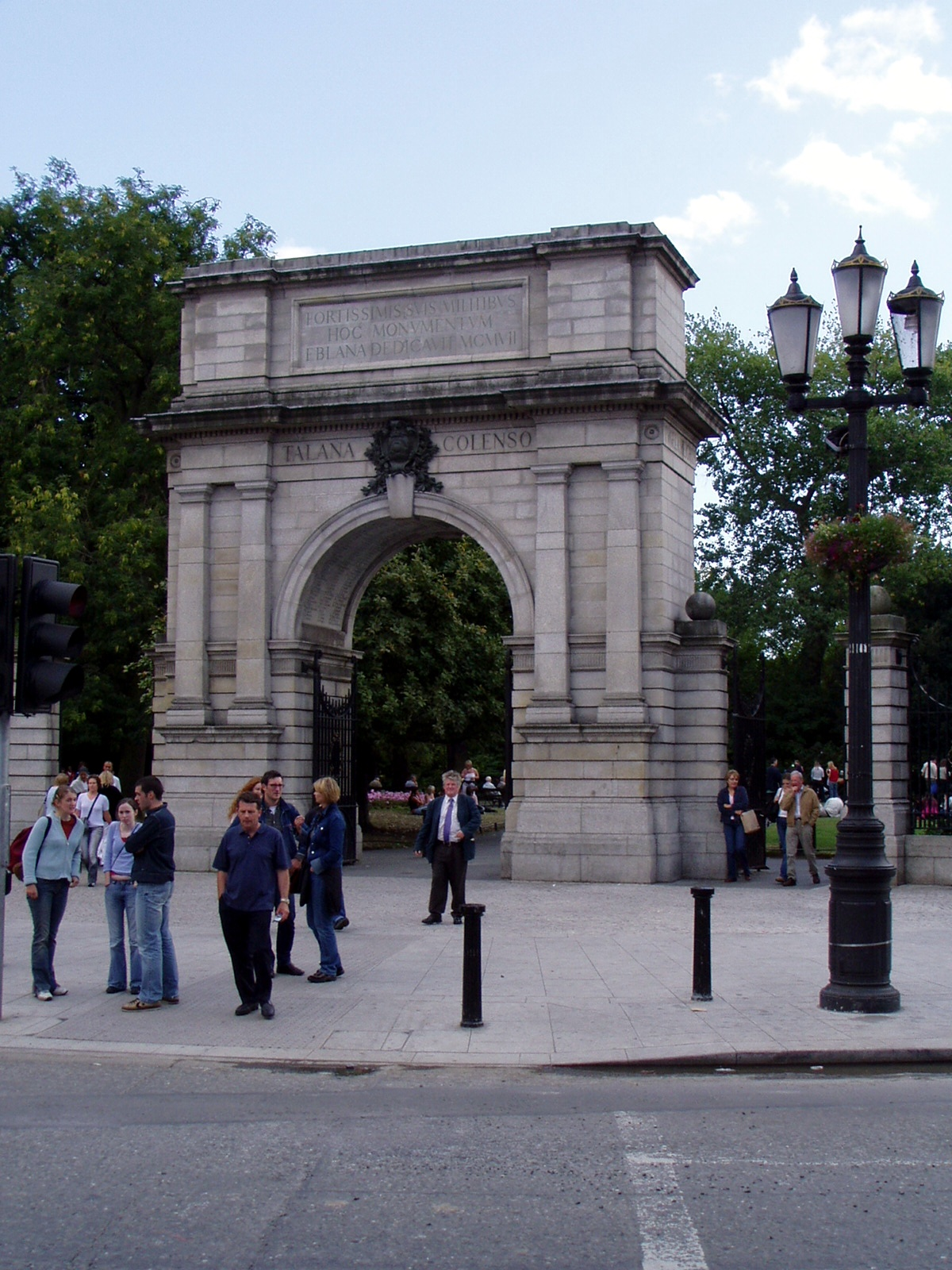
Ingang van het park

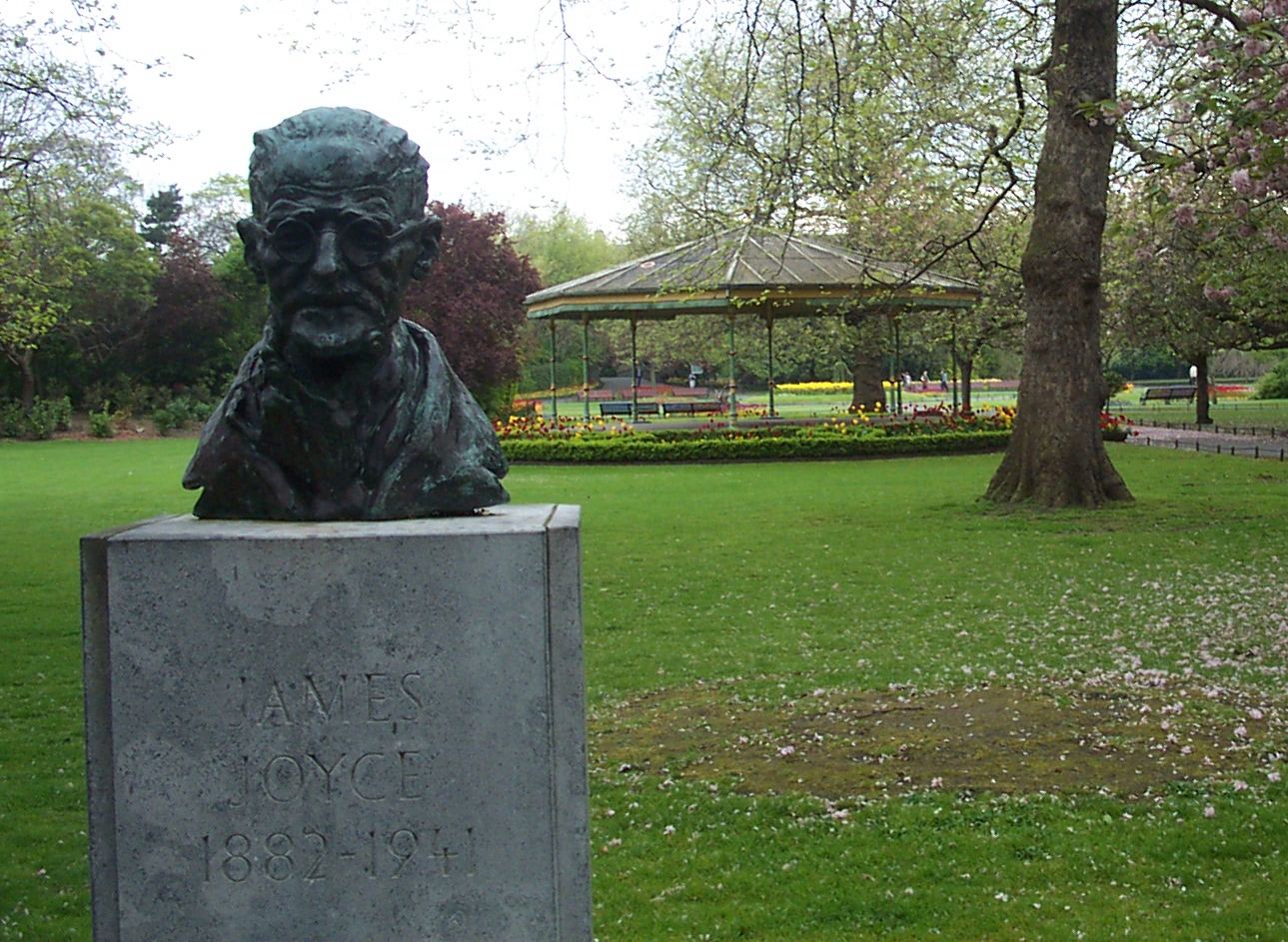
James Joyce in het park

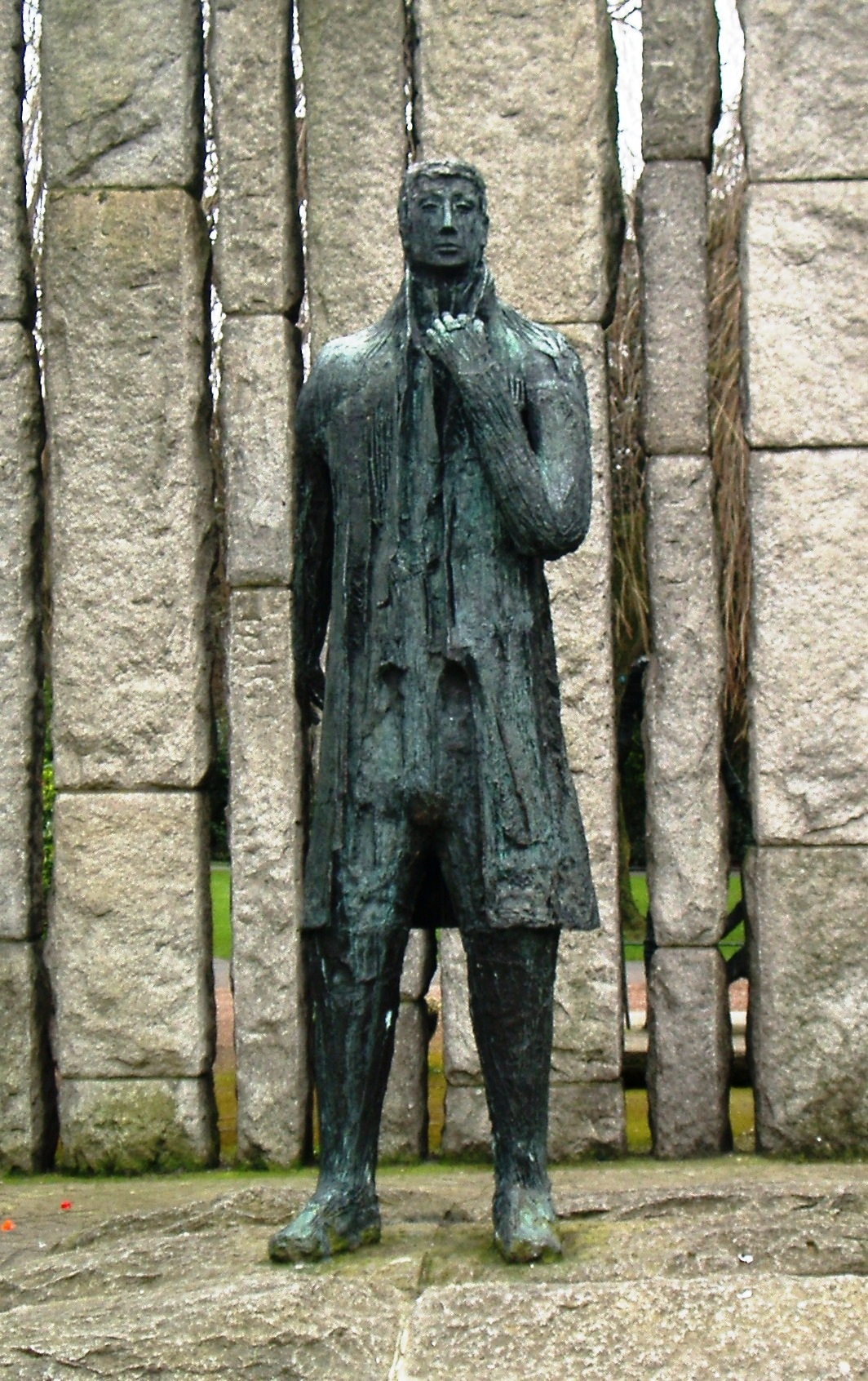
Wolfe Tone van Edward Delaney

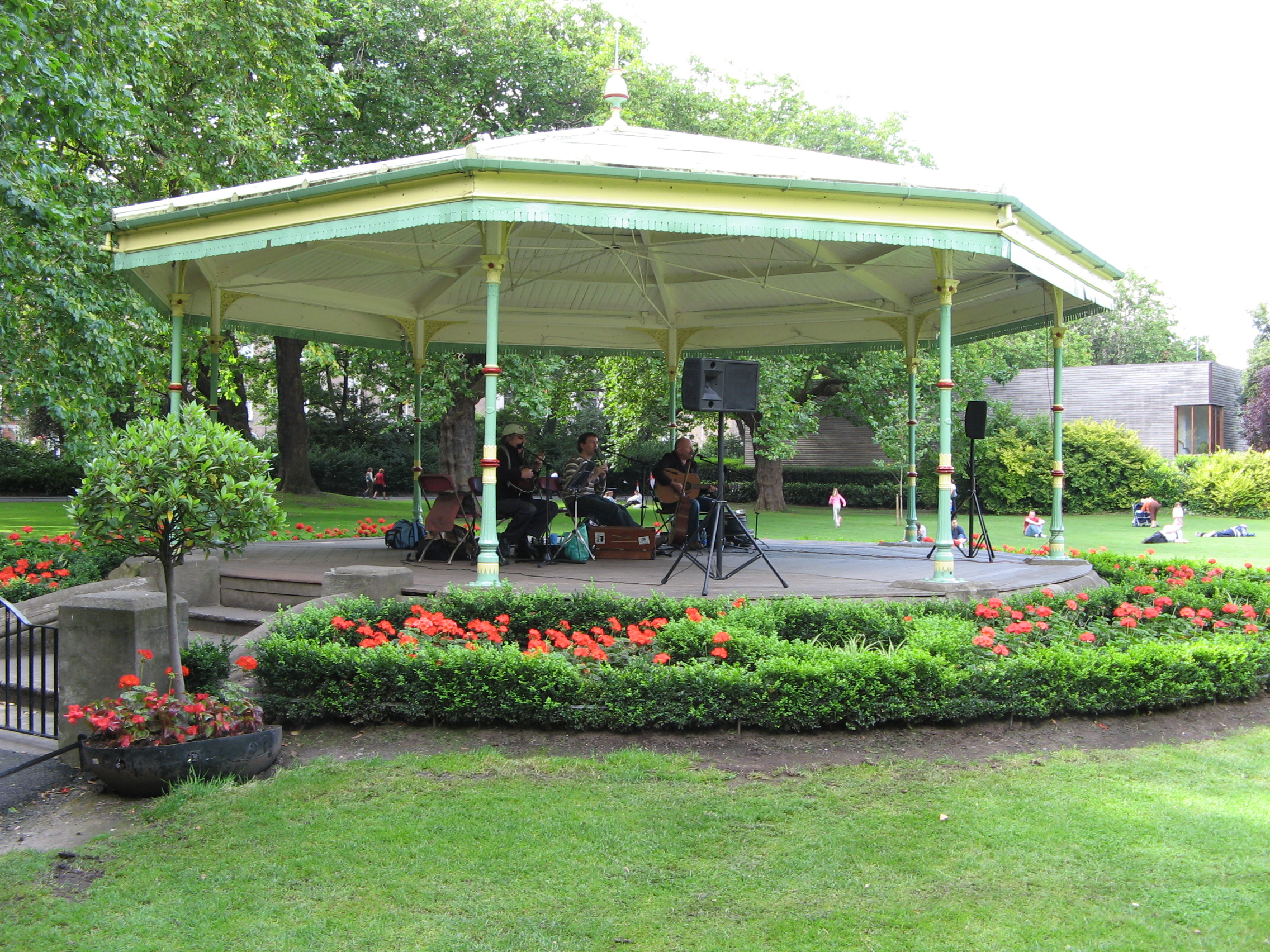
optreden in de muziekkoepel in St. Stephen's Green

St. Stephen's Green is een park in het centrum van de hoofdstad van Ierland, Dublin. Het park ligt direct aan een van de drukste winkelstraten van Dublin, Grafton Street. Het heeft een rechthoekige vorm, en wordt omsloten door brede straten, die tot zeer recent belangrijke verkeersaders waren.

## Geschiedenis
In de middeleeuwen was St. Stephen’s Green een drassige weide aan de rand van de stad. In 1663 werd het bij de stad getrokken, waarbij het zijn open karakter behield. Het huidige park werd toen omheind.
In de achttiende eeuw was St. Stephen’s Green de plek waar de doodstraf middels de galg werd voltrokken. De straten die het park omsloten, kregen in deze tijd hun statige bebouwing die ook nu nog het karakter van het park bepalen.
De huidige plattegrond van het park dateert uit 1880. De inrichting werd mogelijk gemaakt door een financiële bijdrage van de familie Guinness.
Tijdens de Paasopstand in 1916 werd het park korte tijd bezet gehouden door leden van de Irish Citizen Army.

## Het huidige park
Het huidige park beslaat een oppervlakte van ongeveer 450 bij 550 meter. In de noordwestelijke hoek is een speciale collectie planten voor blinden. Daarbij gaat het om planten met een duidelijke geur, waarvan de namen in braille worden weergegeven.
De geurtuin wordt begrensd door een meer met een kunstmatige waterval. Aan de zuidzijde heeft het park een open karakter. Daar is ook een muziekkoepel, waar vooral in de zomer regelmatig lunchconcerten worden gegeven.
In het park zijn meerdere standbeelden van beroemde Ieren te vinden.

## Gebouwen
De bebouwing grenzend aan St Stephen's Green behoort tot de mooiste delen van Dublin. Bijzonder fraai zijn Iveagh House aan de zuidkant, oorspronkelijk eigendom van de familie Guinness, waarin tegenwoordig het Ierse ministerie van buitenlandse zaken is gevestigd. Eveneens aan de zuidzijde ligt Newman House, wat het eerste gebouw was van de Katholieke Universiteit van Ierland (tegenwoordig (University College Dublin).
Aan de westzijde bevindt zich het Royal College of Surgeons in Ireland, een medische faculteit. Aan de noordzijde staat het meest prestigieuze hotel van Dublin, het Shelbourne Hotel.